# 中川镇 (会宁县)
中川镇，是中华人民共和国甘肃省白银市会宁县下辖的一个乡镇级行政单位。
2015年，甘肃省民政厅批复同意撤销中川乡，设立中川镇。

## 行政区划
中川镇下辖以下地区：
梁家堡村、高庙村、高陵村、中川村、大墩村、老鸦岔村、三条岘村、化合村、王家磨村和糜岔村。